# HARVEST SINGLES 1985-1992
『HARVEST SINGLES 1985-1992』（ハーヴェスト・シングルス 1985-1992）は、米米CLUBのベスト・アルバム。

## 概要
解散後にリリースされたベスト・アルバム。1985年から1992年に発売されたシングルを収録しているが、「君がいるだけで」は同年6月1日に発売された続編『HARVEST SINGLES 1992-1997』に収録。
「愛してる」は、未収録となっている。マスタリングはテッド・ジェンセンが手がけた。

## 収録曲
全作詞・作曲：米米CLUB（注記を除く）
1. I・CAN・BE
  - 編曲：中村哲
2. Shake Hip!
  - 編曲：中村哲 & 米米CLUB
3. 加油 (GAYU)
  - 編曲：米米CLUB
4. Paradise（シングル・バージョン）
  - 編曲：中村哲
5. sûre danse
  - 編曲：中崎英也 & 米米CLUB
6. KOME KOME WAR
  - 編曲：有賀啓雄
7. TIME STOP
  - 編曲：中村哲
8. FUNK FUJIYAMA（アルバム・バージョン）
  - 編曲：萩原健太 & 米米CLUB
9. 浪漫飛行
  - 編曲：中崎英也 & 米米CLUB
10. ひとすじになれない
  - 編曲：米米CLUB
11. ORION
  - 編曲：奈良部匠平 & 米米CLUB
12. 嫁津波（初収録）
  - 作詞・作曲：山田実　編曲：トップゴージャス
  - 山田実とトップ・ゴージャス名義の作品。初CD化。